# Mariusz Stępiński
Mariusz Stępiński (ur. 12 maja 1995 w Sieradzu) – polski piłkarz występujący na pozycji napastnika w cypryjskim klubie  Omonia Nikozja, reprezentant Polski, brązowy medalista Mistrzostw Europy U-17 2012, uczestnik Mistrzostw Europy 2016.

## Kariera klubowa
Mariusz Stępiński jest wychowankiem Piasta Błaszki. Podczas kariery juniorskiej występował również w Pogoni-Ekolog Zduńskiej Woli, a następnie występował w pierwszej drużynie tego klubu, w IV lidze, gdzie został zauważony przez ówczesnego trenera Widzewa Łódź, Radosława Mroczkowskiego. W łódzkim klubie zadebiutował w wieku 16 lat, zmieniając w 90 minucie wygranego meczu z Lechem Poznań, Piotra Grzelczaka. Mariusz stał się wówczas najmłodszym zawodnikiem jaki kiedykolwiek zagrał w meczu Widzewa w Ekstraklasie. Młody napastnik stał się też najmłodszym debiutantem spośród wszystkich ligowców w sezonie 2011/2012. W barwach łódzkiego zespołu, Stępiński, rozegrał 34 oficjalne spotkania, zdobywając w nich 5 goli i notując 4 asysty.
W czerwcu 2013, na zasadzie wolnego transferu, przeniósł się do niemieckiego klubu 1. FC Nürnberg i podpisał z nim 3-letni kontrakt. Piłkarz nie doczekał się jednak debiutu w pierwszej drużynie, a występował jedynie w trzecioligowych rezerwach klubu z Bundesligi. W Regionallidze rozegrał 26 meczów, w których zdobył 6 bramek.
W sierpniu 2014 został wypożyczony na rok do Wisły Kraków. Zadebiutował 29 sierpnia 2014 w wygranym 1:0 meczu 7. kolejki Ekstraklasy z GKS-em Bełchatów, zmieniając w 90. minucie Pawła Brożka. 12 września 2014 w wygranym 4:2 spotkaniu z Zawiszą Bydgoszcz strzelił swoją pierwszą bramkę dla Wisły, a także wywalczył rzut karny, którego na gola zamienił Semir Stilić.
28 lipca 2015 podpisał trzyletni kontrakt z Ruchem Chorzów. W klubie zadebiutował 3 sierpnia 2015 strzelając bramkę w wygranym 2:1 meczu z Koroną Kielce. Łącznie, w sezonie 2015/16 wystąpił w 36 meczach strzelając 15 bramek. Kolejny sezon rozpoczął jeszcze w barwach Ruchu, strzelając 3 bramki w 6 pierwszym meczach.
29 sierpnia 2016 podpisał czteroletni kontrakt z francuskim klubem FC Nantes. W Ligue 1, zadebiutował 11 września 2016 w meczu z FC Metz, natomiast w następnej kolejce, w spotkaniu z AS Nancy zdobył swojego pierwszego gola w tej lidze. Sezon 2016/17 zakończył z dorobkiem 7 goli w 25 występach.
30 sierpnia 2017, na zasadzie rocznego wypożyczenia, trafił do włoskiego Chievo Verona. 24 września 2017 zmieniając w 83. minucie meczu z Cagliari Calcio, Manuela Pucciarelliego, zadebiutował w Serie A, a 10 minut później podwyższając wynik na 2:0, zdobył swoją pierwszą bramkę w tych rozgrywkach. W sezonie 2017/18 wystąpił w 23 meczach włoskiej drużyny strzelając 5 goli. 28 maja 2018, został wykupiony przez Chievo i podpisał nowy, trzyletni kontrakt z tym klubem.

## Kariera reprezentacyjna
W 2012 wraz z reprezentacją Polski do lat 17 zajął 3. miejsce na, rozgrywanych w Słowenii, Mistrzostwach Europy U-17 w 2012. W reprezentacji Polski zadebiutował 2 lutego 2013 podczas meczu towarzyskiego z Rumunią. Jednak z uwagi na fakt, że zespół rumuński przeprowadził większą liczbę zmian niż dopuszczają to przepisy FIFA, spotkanie zostało przez światową federację uznane za nieoficjalne. 6 listopada 2015 został powołany na mecze towarzyskie z Islandią i Czechami.
W 2016 Adam Nawałka powołał go do reprezentacji Polski na Mistrzostwa Europy we Francji, jednak na turnieju nie wystąpił on w żadnym spotkaniu.

## Statystyki

### Klubowe
(aktualne na dzień 2 sierpnia 2023)
| Klub                 | Sezon              | Liga                      | Liga  | Liga   | Puchar kraju | Puchar kraju | Puchar ligi | Puchar ligi | Europa | Europa | Suma  | Suma   |
| Klub                 | Sezon              | Liga                      | Mecze | Bramki | Mecze        | Bramki       | Mecze       | Bramki      | Mecze  | Bramki | Mecze | Bramki |
| -------------------- | ------------------ | ------------------------- | ----- | ------ | ------------ | ------------ | ----------- | ----------- | ------ | ------ | ----- | ------ |
| Widzew Łódź          | 2011/12            | Ekstraklasa               | 8     | 0      | –            | –            | –           | –           | –      | –      | 8     | 0      |
| Widzew Łódź          | 2012/13            | Ekstraklasa               | 25    | 5      | 1            | 0            | –           | –           | –      | –      | 26    | 5      |
| 1. FC Nürnberg       | 2013/14            | Bundesliga                | –     | –      | –            | –            | –           | –           | –      | –      | 0     | 0      |
| 1. FC Nürnberg II    | 2013/14            | Regionalliga              | 23    | 6      | –            | –            | –           | –           | –      | –      | 23    | 6      |
| Wisła Kraków (wyp.)  | 2014/15            | Ekstraklasa               | 25    | 2      | 1            | 0            | –           | –           | –      | –      | 26    | 2      |
| Ruch Chorzów         | 2015/16            | Ekstraklasa               | 34    | 15     | 2            | 0            | –           | –           | –      | –      | 36    | 15     |
| Ruch Chorzów         | 2016/17            | Ekstraklasa               | 5     | 3      | 1            | 0            | –           | –           | –      | –      | 6     | 3      |
| FC Nantes            | 2016/17            | Ligue 1                   | 21    | 4      | 2            | 2            | 2           | 1           | –      | –      | 25    | 7      |
| FC Nantes            | 2017/18            | Ligue 1                   | 1     | 0      | –            | –            | –           | –           | –      | –      | 1     | 0      |
| Chievo Verona (wyp.) | 2017/18            | Serie A                   | 22    | 5      | 1            | 0            | –           | –           | –      | –      | 23    | 5      |
| Chievo Verona        | 2018/19            | Serie A                   | 35    | 6      | 2            | 0            | –           | –           | –      | –      | 37    | 6      |
| Chievo Verona        | 2019/20            | Serie B                   | 1     | 0      | 2            | 1            | –           | –           | –      | –      | 3     | 1      |
| Hellas Verona        | 2019/20            | Serie A                   | 21    | 3      | 0            | 0            | –           | –           | –      | –      | 21    | 3      |
| Lecce                | 2020/21            | Serie B                   | 32    | 9      | 1            | 1            | –           | –           | –      | –      | 33    | 10     |
| Aris Limassol        | 2021/22            | Protathlima A’ Kategorias | 24    | 9      | 1            | 0            | –           | –           | –      | –      | 25    | 9      |
| Aris Limassol        | 2022/23            | Protathlima A’ Kategorias | 29    | 4      | 1            | 1            | –           | –           | –      | –      | 30    | 5      |
| Aris Limassol        | 2023/24            | Protathlima A’ Kategorias | 0     | 0      | 1            | 1            |             |             | 2      | 2      | 3     | 3      |
| Ogólnie w karierze   | Ogólnie w karierze | Ogólnie w karierze        | 283   | 65     | 15           | 4            | 2           | 1           | 2      | 2      | 303   | 73     |

### Reprezentacyjne
(aktualne na dzień 13 listopada 2019)
| Reprezentacja | Rok     | Mecze | Bramki |
| ------------- | ------- | ----- | ------ |
| Polska        |         |       |        |
| 2013          | 1       | 0     |        |
| 2015          | 1       | 0     |        |
| 2016          | 1       | 0     |        |
| 2017          | 1       | 0     |        |
| Ogólnie       | Ogólnie | 4     | 0      |

| Mecze i gole w reprezentacji | Mecze i gole w reprezentacji | Mecze i gole w reprezentacji | Mecze i gole w reprezentacji | Mecze i gole w reprezentacji | Mecze i gole w reprezentacji | Mecze i gole w reprezentacji         |
| Lp.                          | Data                         | Miejsce                      | Przeciwnik                   | Gol                          | Wynik                        | Rozgrywki                            |
| ---------------------------- | ---------------------------- | ---------------------------- | ---------------------------- | ---------------------------- | ---------------------------- | ------------------------------------ |
| 1.                           | 02.02.2013                   | Malaga, Hiszpania            | Rumunia                      |                              | 4:1                          | towarzyski, (nieuznawany przez FIFA) |
| 2.                           | 13.11.2015                   | Warszawa, Polska             | Islandia                     |                              | 4:2                          | towarzyski                           |
| 3.                           | 01.06.2016                   | Gdańsk, Polska               | Holandia                     |                              | 1:2                          | towarzyski                           |
| 4.                           | 13.11.2017                   | Gdańsk, Polska               | Meksyk                       |                              | 0:1                          | towarzyski                           |

## Sukcesy

### Reprezentacyjne
- 3. miejsce na Mistrzostwach Europy U-17: 2012

### Indywidualne
- Jedenastka roku Ekstraklasy w plebiscycie Polskiego Związku Piłkarzy: 2016[11]